# ベラノバ
ベラノバ（Belanova）はメキシコ・グアダラハラのエレクトロ・ポップバンドだった。メンバーはデニス・ゲレロ（Denisse Guerrero）とエドガー・ウェルタ（Edgar Huerta）とリッチー・アレオラ（Richie Arreola）である。

## ディスコグラフィー

### アルバム
- 2003年：カクテル　（Cocktail）
- 2005年：ダルシー・ビート　（Dulce Beat）
- 2007年：ファンタジア・ポップ　（Fantasía Pop）
- 2010年：スエニョ・エレクトロI　（Sueño Electro I）
- 2011年：スエニョ・エレクトロII　（Sueño Electro II）
- 2013年：不明

### シングル
- ツス・オホス　（Tus Ojos）
- スエレ・パサル　（Suele Pasar）
- アウン・アシ・テ・ヴァス　（Aún Así Te Vas）
- メ・プレグント　（Me Pregunto）
- ポル・ツィ　（Por Ti）
- ロサ・パステル　（Rosa Pastel）
- ニニョ　（Niño）
- バイラ・ミ・コラソン　（Baila Mi Corazón）
- カダ・ケ　（Cada Que）
- ワン・ツ・スリー・ゴ！　（One, Two, Three, Go!）
- パソ・エル・ツィエンポ　（Paso El Tiempo）
- ナダ・デ・マス　（Nada De Más）
- ノ・メ・ヴォイ・ア・モリル　（No Me Voy A Morir）
- マリポサス　（Mariposas）
- アスタ・エル・フィナル　（Hasta El Final）